# آپاون، ویلتشر
آپاون (به انگلیسی: Upavon) یک روستا و محله مدنی در بریتانیا است که در ویلتشر واقع شده‌است. آپاون ۱٬۱۹۰ نفر جمعیت دارد.